# Scaptomyza obscuricornis
Scaptomyza obscuricornis är en tvåvingeart som först beskrevs av Grimshaw 1901.  Scaptomyza obscuricornis ingår i släktet Scaptomyza och familjen daggflugor. Inga underarter finns listade i Catalogue of Life.